# Chlorolestes tessellatus
Chlorolestes tessellatus е вид водно конче от семейство Synlestidae. Видът не е застрашен от изчезване.

## Разпространение
Разпространен е в Южна Африка.